# 夜关门：欲望之花
《夜关门：欲望之花》（韓語：야관문: 욕망의 꽃），韩国爱情悬疑片，导演林庆洙，主演申成日、裴涩琪。改编自1992年法国电影《烈火情人》。

## 剧情
该片讲述了癌症晚期患者“老校长”和女家庭护工之间的微妙爱情故事。

## 演出
- 申星一 出演 老校长
- 裴涩琪 出演 女护工

## 制作
该片是歌手裴涩琪的电影处女作。26岁的裴涩琪和75岁的申星一两人年龄差距是49岁，上演了一幕“老牛吃嫩草”。
韩国导演林庆洙还执导过《六月日记》、《怪盗傻偷》。
该片具有大尺度的“床戏”。